# BMW IV
Il BMW IV era un motore aeronautico a 6 cilindri in linea raffreddato ad acqua realizzato dalla tedesca BMW Flugmotorenbau GmbH negli anni venti e che occupava la fascia di potenza dei 250 CV.
Il BMW IV venne prodotto su licenza sia in patria, dalla Junkers Flugzeug und Motorenwerke AG con il nome di Junkers L2, il cui sviluppo fu il più noto Junkers L5, e dalla cecoslovacca Walter e commercializzato come Walter W-IV.

## Primati
Il 17 giugno 1919, il pilota collaudatore della BMW Franz-Zeno Diemer stabilisce il nuovo record mondiale di quota raggiungendo i 9 760 m. Questa fu a quel tempo un'impresa di notevole importanza tecnica, raggiunta grazie ad un DFW F 37/III dotato di un motore BMW IVa. Diemer al momento dichiarò, "sarei potuto volare più in alto ma non avevo abbastanza ossigeno."

## Apparecchi utilizzatori
Germania
- Arado SC I
- Albatros L 72
- Albatros L 74
- DFW F 37/III
- Junkers A 35
- Junkers F 13
- Heinkel HD 39
- Rohrbach Ro VIII

 Unione Sovietica
- Polikarpov R-1 BMW